# U 27 (U-Boot, 1936)
U 27 war ein deutsches U-Boot vom Typ VII A, das im Zweiten Weltkrieg von der Kriegsmarine eingesetzt wurde.

## Geschichte
Der Bauauftrag für das Boot wurde am 1. April 1935 an die AG Weser in Bremen vergeben. Die Kiellegung erfolgte am 11. November 1935, der Stapellauf am 24. Juni 1936, die Indienststellung unter Korvettenkapitän Hans Ibbeken am 12. August 1936.
Nach der Indienststellung gehörte das Boot bis zu seiner Versenkung am 20. September 1939 zur U-Flottille „Saltzwedel“ in Wilhelmshaven.
U 27 unternahm im April 1937 Tauchübungen mit U 25 in der Biscaya. Anschließend folgte bis Mai 1937 im Zuge des Spanischen Bürgerkriegs die Seeüberwachung vor A Coruña. Unter dem neuen Kommandanten folgte von Juli bis August 1938 eine weitere Seeüberwachung. Für diese beiden Patrouillen im spanischen Bürgerkrieg wurde der Besatzung das Spanienkreuz in Bronze verliehen.
U 27 unternahm im Zweiten Weltkrieg unter Kapitänleutnant Johannes Franz nur eine Feindfahrt, auf der zwei Schiffe mit einer Gesamttonnage von 624 BRT versenkt wurden.

## Einsatzstatistik
Das Boot lief am 23. August 1939 um 23:00 Uhr von Wilhelmshaven zur einzigen Feindfahrt aus. Nach 28-tägiger Unternehmung im Nordatlantik und nordwestlich von Irland, wo es zwei Fischdampfer mit 624 BRT versenkte, wurde U 27 am 20. September 1939 durch britische Zerstörer versenkt.
- 13. September 1939: Versenkung des britischen Fischdampfers Davara (Lage) (291 BRT) durch Artilleriebeschuss. Er kam aus Fleetwood und war auf dem Weg zum Fischfang.
- 16. September 1939: Versenkung des britischen Fischdampfers Rudyard Kipling (333 BRT) durch einen Sprengsatz. Er kam aus Fleetwood und war auf dem Weg zum Fischfang.

## Verbleib
Am 20. September 1939 schoss U 27 Torpedos auf die beiden britischen Zerstörer Fortune und Forester ab, aber die Torpedos explodierten zu früh und gaben so die Position des angreifenden U-Boots preis. Daraufhin attackierten die Zerstörer U 27 mit Wasserbomben und zwangen es dadurch zum Auftauchen. Die gesamte Besatzung kam für den Rest des Krieges in Gefangenschaft. Im Boot stellten die Briten Dokumente und Aktenmaterial sicher, bevor U 27 auf der Position 58° 35′ N, 9° 2′ W im Marine-Planquadrat AM 2667 sank.

## Bekannte Personen
- Günter Kuhnke: 1. Wachoffizier von August 1936 bis Juni 1938
- Wolfgang Lüth: 2. Wachoffizier von Juli 1939 bis August 1938
- Gustav Poel: 2. Wachoffizier von Mai 1939 bis Juni 1940